# أسفل فلاحة

تعديل مصدري - تعديل

اسفل فلاحه هي إحدى قرى عزلة سرار بمديرية سرار التابعة لمحافظة أبين، بلغ تعداد سكانها 78 نسمة حسب تعداد اليمن لعام 2004.